# Csücsing
Csücsing (egyszerűsített kínai írással: 曲靖, pinjin: Qūjìng) prefektúra szintű város Kínában, Jünnan tartományban. Lakosainak száma 5 765 775 fő (2020).

## Népesség
| 2020 | 5 765 775 |

## Testvérvárosok
- Volgográd